# OpenSUSE (Linux)
openSUSE és una distribució Linux gratuïta i de codi obert basada en RPM desenvolupada pel projecte openSUSE.
El llançament inicial del projecte comunitari era una versió beta de SUSE Linux 10.0.
A més, el projecte crea una varietat d'eines, com ara YaST, Open Build Service, openQA, Snapper, Machinery, Portus, KIWI i OSEM.
En el passat, l'empresa SUSE Linux s'havia centrat a llançar els conjunts de caixa SUSE Linux Personal i SUSE Linux Professional que incloïen una àmplia documentació impresa que estava disponible per a la venda a les botigues minoristes. La capacitat de l'empresa per vendre un producte de codi obert es va deure en gran part al procés de desenvolupament de codi tancat utilitzat. Tot i que SUSE Linux sempre havia estat un producte de programari lliure amb llicència de GNU General Public License (GNU GPL), només era possible recuperar lliurement el codi font de la següent versió 2 mesos després d'estar llest per a la seva compra. L'estratègia de SUSE Linux va ser crear una distribució Linux tècnicament superior amb el gran nombre d'enginyers empleats, que faria que els usuaris estiguessin disposats a pagar per la seva distribució a les botigues minoristes.
Des de l'adquisició per part de Novell l'any 2003 i amb l'arribada d'openSUSE, això s'ha invertit: a partir de la versió 9.2, es va posar a la seva disposició una imatge ISO d'un DVD de SUSE Professional no compatible per a la seva descàrrega. El servidor FTP continua funcionant i té l'avantatge de les instal·lacions "agilitzades", que permeten a l'usuari descarregar només els paquets que l'usuari considera que necessita. L'ISO té els avantatges d'un paquet d'instal·lació fàcil, la capacitat d'operar fins i tot si la targeta de xarxa de l'usuari no funciona "des de la caixa" i necessita menys experiència (és a dir, un usuari de Linux sense experiència pot no saber si instal·lar o no). un determinat paquet i la ISO ofereix diversos conjunts de paquets preseleccionats).
La versió estable inicial del projecte openSUSE, SUSE Linux 10.0, estava disponible per a la baixada just abans del llançament al detall de SUSE Linux 10.0. A més, Novell va suspendre la versió personal, canviant el nom de la versió Professional a simplement "SUSE Linux" i canviant el preu de "SUSE Linux" a gairebé el mateix que l'antiga versió Personal. L'any 2006 amb la versió 10.2, la distribució SUSE Linux va ser rebatejada oficialment per openSUSE, ja que es pronuncia de manera similar a "codi obert". Fins a la versió 13.2, les versions fixes estables amb fluxos de manteniment separats de SLE eren l'oferta principal del projecte. Des de finals de 2015, openSUSE s'ha dividit en dues ofertes principals, Leap, la distribució Leap de llançament fixa més conservadora basada en SLE, i Tumbleweed, la distribució de llançament continua centrada a integrar els darrers paquets estables de projectes amunt.